# Воиншин, Ефим Андреевич
Ефим Андреевич Воиншин (1920—1982) — старший сержант Рабоче-крестьянской Красной армии, участник Великой Отечественной и советско-японской войн, Герой Советского Союза (1945).

## Биография
Родился 22 октября 1920 года в Черкассах в крестьянской семье. В детстве вместе с семьёй переехал в город Смела Черкасской области, а затем в Ташкент. Окончил среднюю школу, после чего работал в Ташкенте. В 1940 году Воиншин был призван на службу в Рабоче-крестьянскую Красную Армию Фрунзенским районным военным комиссариатом Ташкента. С июля 1943 года — на фронтах Великой Отечественной войны. К июлю 1944 года старший сержант Ефим Воиншин командовал орудием 616-го артиллерийского полка 184-й стрелковой дивизии 5-й армии 3-го Белорусского фронта. Отличился во время освобождения Литовской ССР.
18 июля 1944 года Воиншин участвовал в боях на плацдарме на западном берегу реки Неман к югу от Каунаса. В направлении позиции его орудия противник бросил 12 танков и 5 самоходных артиллерийских установок. Подпустив их на расстояние 200 метров, расчёт Воиншина открыл огонь, подбив 4 танка. Когда были убиты заряжающий и наводчик, а сам Воиншин ранен, он не покинул поля боя и, встав к орудию лично, подбил ещё 2 танка.
Указом Президиума Верховного Совета СССР от 24 марта 1945 года за «мужество, отвагу и героизм, проявленные в борьбе с немецкими захватчиками» старший сержант Ефим Воиншин был удостоен высокого звания Героя Советского Союза с вручением ордена Ленина и медали «Золотая Звезда» за номером 6167.
Участвовал в советско-японской войне в составе 5-й армии 1-го Дальневосточного фронта. После её окончания был демобилизован. Окончил техникум пищевой промышленности в Смеле, в 1956 году — Киевский технологический институт. Проживал в Смеле, работал на инженерных должностях. Скончался 10 января 1982 года.
Был также награждён двумя орденами Красной Звезды и рядом медалей.